# No Sir-ee Bob!
No Sir-ee Bob! è un cortometraggio muto del 1916 diretto da Sid Smith (Sidney Smith).
È il nono episodio della serie The Chronicles of Bloom Center.

## Trama
In paese, Ira Pash riceve molte reliquie di guerra che erano appartenute a suo padre. Quando ascolta un vero veterano raccontare episodi della guerra, Ira si infervora mettendosi a raccontare pure lui e la gente lo incita a chiedere la pensione che gli spetta. In città arriva un nuovo arrivato che, all'albergo, si firma come Dobbs. Lo sconosciuto suscita i sospetti del poliziotto Plum e l'entusiasmo della zitella Selina Tubbs, che si infatua di lui. Durante un incontro di atletica, Ira mette al tappeto Dobbs in un incontro di pugilato. Plum arresta Dobbs per essersi battuto con un povero veterano di guerra e, al suo rilascio, Dobbs lascia la città. Qualche giorno più tardi, Ira riceve una lettera: "Hai la pensione? Niente Sir-ee Bob!". La lettera è firmata, Chester Dobbs, investigatore capo.

## Produzione
Il film fu prodotto dalla Selig Polyscope Company.

## Distribuzione
Distribuito dalla General Film Company, il film - un cortometraggio in due bobine - uscì nelle sale cinematografiche statunitensi il 15 gennaio 1916.